# Kanonická mise
Kanonická mise (latinsky missio canonica) nebo také katechetická mise je v římskokatolické církvi pověření opravňující k vyučování náboženství (ve školách i v rámci farnosti), jakož i k individuální katechezi. Uděluje ji místní ordinář, který ji podle kánonu 805 CIC může také ve stanovených případech odejmout. Kanonická mise byla odňata například prof. ThDr. Josephu Langenovi (v roce 1871), prof. ThDr. Vojtěchu Šandovi (v roce 1931), prof. ThDr. Hansi Küngovi (v roce 1980), prof. ThDr. Václavu Wolfovi (v roce 2002) nebo Davidu Bergerovi (v roce 2011).